# Diritti LGBT nelle Isole Marshall

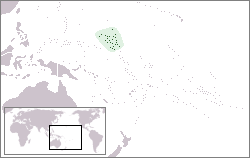

I diritti LGBT nelle Isole Marshall sono soggetti a restrizioni legali e sociali. L'attività sessuale tra persone dello stesso sesso è legale nelle Isole Marshall dal 2005 e la discriminazione basata sull'orientamento sessuale e sull'identità di genere è vietata in tutte le aree dal 2019. Nonostante ciò, i nuclei familiari guidati da coppie dello stesso sesso non hanno diritto alle stesse tutele legali di cui godono le coppie sposate di sesso opposto, poiché il matrimonio tra persone dello stesso sesso e le unioni civili non sono riconosciuti.
La Human Truth Foundation ha classificato le Isole Marshall all'88° posto per i diritti LGBT, in linea con altre nazioni del Pacifico, come Palau (86°), Nauru (87°) e Micronesia (90°).
Nel 2011, le Isole Marshall hanno firmato alle Nazioni Unite la "dichiarazione congiunta per porre fine agli atti di violenza e alle relative violazioni dei diritti umani basati sull'orientamento sessuale e sull'identità di genere", condannando la violenza e la discriminazione contro le persone LGBT.

## Legge sull'attività sessuale tra persone dello stesso sesso
L'omosessualità è legale dal 2005. L'età del consenso (16 anni) per un rapporto sessuale è stata immediatamente equiparata a quella dei rapporti tra persone di sesso differente.

## Riconoscimento delle relazioni omosessuali
Le Isole Marshall non riconoscono né i matrimoni né le unioni civili tra persone dello stesso sesso. Le coppie dello stesso sesso non hanno alcun riconoscimento legale.
Il Births, Deaths and Marriages Registration Act del 1988 non proibisce espressamente i matrimoni tra persone dello stesso sesso, tuttavia, la sezione 428(1) presuppone che le parti siano di sesso opposto, "l'uomo al momento della contrazione del matrimonio non deve avere meno di diciotto (18) anni e la donna non deve avere meno di sedici (16) anni". I matrimoni possono essere celebrati da un ufficiale di stato civile, da un ministro ordinato della chiesa o da un giudice dell'Alta Corte o del Tribunale distrettuale e devono essere registrati dall'ufficiale di stato civile dell'atollo.
Sebbene la Costituzione o la legge statutaria vietino la discriminazione basata su vari motivi, tra cui l'orientamento sessuale (rō rej kalok an itok limoier kōn kōra ak emmaan), lo stato civile (rimare ke jaab) e lo stato di famiglia (ej baamle ke jaab), non è noto se ciò garantirebbe alle coppie dello stesso sesso il diritto di sposarsi. La Corte Suprema non si è ancora pronunciata in merito.

## Protezioni contro la discriminazione
Fino al 2019, non esistevano tutele legali contro la discriminazione basata sull’orientamento sessuale o sull’identità di genere nell’occupazione o nella fornitura di beni e servizi. Nonostante la mancanza di tutele antidiscriminatorie, non sono stati segnalati casi di discriminazione sociale nei confronti delle persone LGBT.
Il Codice di condotta giudiziaria del 2008 stabilisce che "un giudice non deve, nello svolgimento delle sue funzioni giudiziarie, con parole o condotta, manifestare parzialità o pregiudizio, né impegnarsi in molestie, inclusi, a titolo esemplificativo ma non esaustivo, parzialità, pregiudizi o molestie basati su genere, razza, lingua, religione, opinione politica o di altro tipo, origine nazionale o sociale, luogo di nascita, stato di famiglia o discendenza, etnia, disabilità, età, orientamento sessuale, stato civile, stato socioeconomico o affiliazione politica, e non deve consentire al personale del tribunale, ai funzionari del tribunale o ad altri soggetti alla direzione e al controllo del giudice di farlo".  Inoltre, "un giudice deve richiedere agli avvocati, nei procedimenti dinanzi alla corte, di astenersi dal manifestare pregiudizi o parzialità, o dal commettere molestie, sulla base di attributi che includono, a titolo esemplificativo ma non esaustivo, genere, razza, lingua, religione, opinione politica o di altro tipo, origine nazionale o sociale, luogo di nascita, stato di famiglia o discendenza, etnia, disabilità, età, orientamento sessuale, stato civile, stato socioeconomico o affiliazione politica, nei confronti di parti, testimoni, avvocati o altri".
Nel 2016, le Isole Marshall hanno ricevuto raccomandazioni dalla Germania e Israele per vietare la discriminazione sulla base dell'orientamento sessuale e dell'identità di genere.
Il Gender Equality Act del 2019 vieta la discriminazione, diretta o indiretta, in tutti gli ambiti, "in particolare in ambito politico, legale, economico, lavorativo, sociale e domestico" basata su genere, età, etnia, disabilità, stato civile, sieropositività o stato di salute, status di migrante, religione, orientamento sessuale o identità di genere. La legge impone al governo delle Isole Marshall di adottare misure per eliminare "stereotipi, pregiudizi e pratiche dannose" basati sull'orientamento sessuale e sull'identità di genere, e istituisce un programma per sensibilizzare i funzionari giudiziari e delle forze dell'ordine e altri funzionari pubblici.

## Condizioni di vita
Le Isole Marshall hanno una scena gay molto limitata. A partire dal 2025, l'unica organizzazione dichiaratamente LGBTQ nel paese conosciuta è il progetto Brighten the Rainbow, fondato da Anfernee Nenol Kaminaga, un'attivista per il clima. Tuttavia, i dibattiti e le discussioni sui diritti LGBT tendono a essere "ben lontani dai radar".
La comunità religiosa più numerosa nelle Isole Marshall è la Chiesa Unita di Cristo, la cui confessione religiosa americana ammette il matrimonio tra persone dello stesso sesso e ha una visione liberale dei diritti LGBT.
Per quanto riguarda l'HIV/AIDS, il tasso di infezione è molto basso. Il Ministero della Salute ha incluso l'HIV/AIDS tra i suoi programmi locali di educazione sanitaria e gli ambulatori di sanità pubblica offrono test gratuiti.
Le Isole Marshall ospitano una comunità culturale di "terzo genere", nota in lingua marshallese come kakōļ. Il termine si riferisce agli uomini che "assumono ruoli femminili". A differenza di molti dei loro omologhi di terzo genere in Oceania, come i fa'afafine di Samoa o i fakaleiti di Tonga, i kakōļ in genere non si travestono né si identificano come donne. Piuttosto, la maggior parte dei kakōļ preferisce rivelare la propria identità indossando un capo di abbigliamento femminile. Si ritiene che incorporino i punti di forza di entrambi i sessi e svolgano quindi un ruolo importante nell'equilibrare il mondo maschile e quello femminile. I kakōļ tendono ad avere relazioni sentimentali con uomini eterosessuali tipicamente mascolini. Il termine jera si riferisce alle relazioni strette tra persone dello stesso sesso, sebbene non necessariamente romantiche o sessuali. Queste relazioni, note anche come "legame maschile", sembrano essere apprezzate dai Marshallesi.

## Statistiche
Un sondaggio sui giovani condotto nel 2006 ha indicato che il 4,3% dei giovani maschi delle Isole Marshall aveva avuto rapporti sessuali con un partner maschile nel corso della propria vita.
Secondo le stime dell’UNAIDS del 2017, nel paese c’erano circa 150 uomini che avevano rapporti sessuali con uomini e circa 100 persone transgender.

## Tabella riassuntiva
| Attività e relazioni sessuali legali                                                  | (dal 2005)         |
| Parità dell'età di consenso                                                           | (dal 2005)         |
| Leggi anti-discriminazione sul lavoro                                                 | (dal 2019)         |
| Leggi anti-discriminazione nella fornitura di beni e servizi                          | (dal 2019)         |
| Leggi anti-discriminazione in tutti gli altri settori (incluse le espressioni d'odio) | (dal 2019)         |
| Matrimonio egualitario                                                                | No                 |
| Unione civile                                                                         | No                 |
| Step-child adoption                                                                   | No                 |
| Adozione                                                                              | No                 |
| Autorizzazione a prestare servizio nelle forze armate                                 | senza forze armate |
| Diritto di cambiare genere nei documenti                                              | No                 |
| Accesso alla fecondazione in vitro per le lesbiche                                    | No                 |
| Surrogazione di maternità                                                             | No                 |
| Permesso di donare il sangue                                                          | No                 |